# Bupleurum constancei
Bupleurum constancei là một loài thực vật có hoa trong họ Hoa tán. Loài này được Nazir mô tả khoa học đầu tiên năm 1955.